# José Mutis

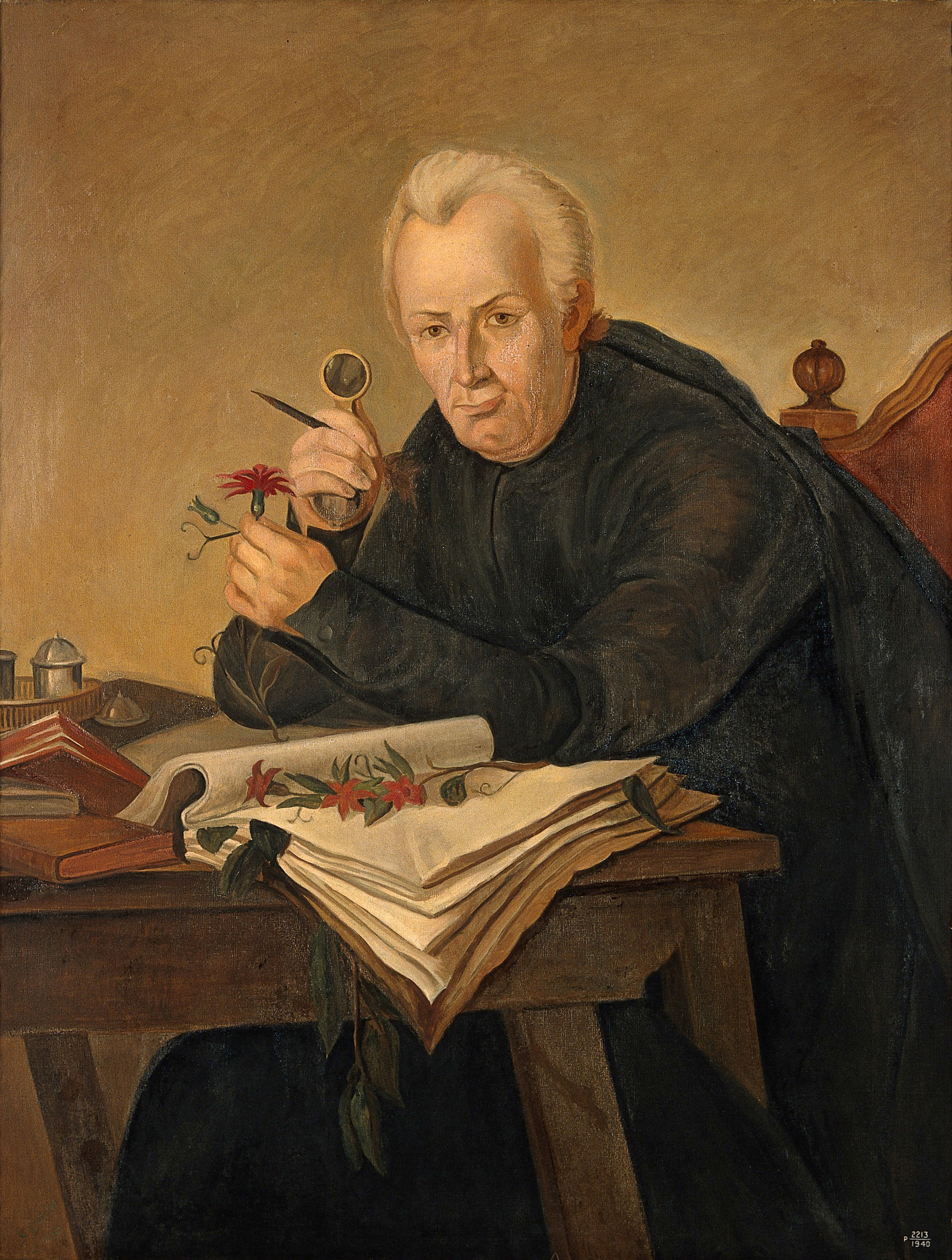

José Celestino (Bruno) Mutis y Bo(s)sio (* 6. April 1732 in Cádiz; † 11. September 1808 in Bogotá) war ein spanischer Botaniker und Mathematiker. Sein offizielles botanisches Autorenkürzel lautet „Mutis“. Einer seiner Neffen in Kolumbien, Sinforoso Mutis Consuegra (1773–1822), wurde ebenfalls Botaniker.

## Leben und Wirken
José Mutis studiert in Cádiz Medizin und Chirurgie am Colegio de Cirugía mit zusätzlichen Kursen in Physik sowie Botanik. Das medizinische Examen legte er am 2. Mai 1755 an der Universität Sevilla ab. Am 5. Juli 1757 erhielt er den Doktorgrad der Medizin.
Von 1757 bis 1760 hielt er Vorlesungen über Anatomie in Madrid und unternahm botanische Studien mit Unterstützung des Botanischen Gartens der Migas Calientes de Madrid sowie weitere Studien der Astronomie und der Mathematik.
Nach drei Jahren entschied er sich, als Arzt an der Amerikaexpedition des Pedro Messía de la Cerda teilzunehmen. De la Cerda erreichte im Februar 1761 Santa Fe de Bogotá. Im März 1760 hatte ihn König Karl III. zum Vizekönig von Neugranada ernannt, Pedro Messía begleitete ihn nach Südamerika, er erreichte Cartagena im Oktober. Beginnend mit seiner Ankunft in Santa Fe de Bogotá am 24. Februar 1761 führte er ein kommentiertes Forschungstagebuch über seine Beobachtungen.
Im Jahr 1763 begann Mutis mit umfangreichen Studien der Flora und Fauna Südamerikas, die insgesamt über 20 Jahre dauerten. Insgesamt waren darunter drei große botanische Expeditionen.
Mutis korrespondierte mit spanischen und anderen europäischen Wissenschaftlern, insbesondere mit Carl von Linné.
Im März 1762, während er eine Einführungsvorlesung in die Mathematik am Colegio de Rosario hielt, erklärte er die Grundlagen des Kopernikanischen Weltsystems und moderne experimentelle Methoden in den Wissenschaften, worüber er in Konflikt mit der Kirche geriet. Im Jahre 1774 verteidigte er vor der Heiligen Inquisition die moderne Wissenschaft, das Kopernikanische Weltsystem und die mathematische Naturphilosophie.
Alexander von Humboldt besuchte Mutis im Juli des Jahres 1801 in Santa Fe de Bogotá während seiner Amerikaexpedition.
Mutis verstarb im Alter von 76 Jahren an Lungenentzündung. Zu seinen Ehren ist heute der Botanische Garten von Bogotá nach ihm benannt.

## Taxonomische Ehrung
Ihm zu Ehren wurden die Gattungen Mutisia L.f. und Flosmutisia Cuatrec. aus der Pflanzenfamilie der Korbblütler (Asteraceae) benannt.